# 21世纪民主党
21世纪民主党 (荷蘭語：Democraten van de 21ste Eeuw) 是苏里南的一个政党。作为A1的一部分，该党参加了2005年5月25日举行的苏里南2005年国民大会选举，而A1联盟获得了6.2%的选票和51席国民大会代表中的3席。